# 1848 год в науке
В 1848 году были различные научные и технологические события, некоторые из которых представлены ниже.

## События
- В статье Кельвина «Об абсолютной термометрической шкале» («On an Absolute Thermometric Scale») появилась абсолютная температурная шкала. Кельвин обосновал необходимость шкалы, нулевая точка которой будет соответствовать предельной степени холода (абсолютному нулю), а ценой деления будет градус Цельсия[1].
- Уильям Парсонс исследовал объект Мессье M1 и назвал его Крабовидной туманностью.
- Уильям Бонд и Уильям Лассел открыли Гиперион, спутник Сатурна.
- Чарльз Дарвин и Альфред Уоллес впервые предложили теорию эволюции путём естественного отбора в работе Лондонскому Линнеевскому обществу.

## Достижения человечества

### Открытия
- Физо распространил эффект Доплера на световые явления.
- Джоуль подсчитал скорость молекул газа.
- Лорд Кельвин открыл абсолютный нуль температур.

### Изобретения
- Ламбо и Жозеф Монье изобрели армированный бетон (1848—1849). Патент получен в 1867 году.
- Первый патент на микрометр как самостоятельное измерительное средство был выдан Пальмеру (Jean-Louis Palmer).

## Награды
- Медаль Копли: Джон Адамс
- Медаль Румфорда: Анри Реньо
- Медаль Уолластона в геологии: Уильям Баклэнд.

## Родились
- 15 мая — Отто Вильгельм Тило (ум. 1917), российский медик, анатом, ортопед и естествоиспытатель немецкого происхождения; доктор медицины[2].
- 23 мая — Отто Лилиенталь (ум. 1896), пионер авиации.
- 8 ноября — Готлоб Фреге (ум. 1925), логик, философ.
- 22 декабря — Ульрих фон Виламовиц-Мёллендорф (ум. 1931), немецкий филолог-классик.
- Вильгельм Швакке, немецкий ботаник, исследователь Южной Америки (ум.1904)

## Скончались
- 9 января — Каролина Гершель (р. 1750), астроном.
- 21 мая — Пьер Ванцель (р. 1814), математик.
- 7 августа — Якоб Берцелиус (р. 1779), химик.
- 12 августа — Джордж Стефенсон (р. 1781), создатель локомотива.
- 18 декабря — Бернард Больцано (р. 1781), математик.